# Hubert Selby, Jr.
Pour les articles homonymes, voir Selby (homonymie).
Œuvres principales
- Last Exit to Brooklyn

Hubert Selby, Jr., né le 23 juillet 1928 à New York et mort le 26 avril 2004  à Los Angeles, est un écrivain américain.

## Biographie
Né à New York, dans l'arrondissement de Brooklyn en 1928, Selby quitte l'école à l'âge de 15 ans pour s'engager dans la marine marchande, où son père, orphelin, avait travaillé. Atteint de la tuberculose à 18 ans, les médecins lui annoncent qu'il lui reste deux mois à vivre. Il est opéré, perd une partie de son poumon, et restera 4 ans à l'hôpital.
Lors de la décennie suivante, Selby, convalescent, est cloué au lit et fréquemment hospitalisé (1946-1950) à la suite de diverses infections du poumon. « C'est à l'hôpital que j'ai commencé à lire avant d'éprouver le besoin d'écrire. » Incapable de suivre une vie normale à cause de ses problèmes de santé, Selby dira : « Je connais l'alphabet. Peut-être que je pourrais être écrivain. ». Grâce à sa première machine à écrire, il se lance frénétiquement dans l'écriture.
Son premier roman, Last Exit to Brooklyn, une collection d'histoires partageant un décor commun, Brooklyn, entraîna une forte controverse lorsqu'il fut publié en 1964. Allen Ginsberg prédit que l'ouvrage allait « exploser sur l'Amérique comme une bombe infernale qu'on lirait encore cent ans après. » Il fut l'objet d'un procès pour obscénité en Angleterre, interdit de traduction en Italie, et interdit à la vente aux mineurs dans plusieurs états des États-Unis. Son éditeur, Grove Press, exploita cette controverse pour la campagne de promotion du livre, qui se vendit aux alentours de 750 000 exemplaires la première année. Il fut également traduit en douze langues. L'auteur le résume ainsi : « Quand j'ai publié Last Exit to Brooklyn, on m'a demandé de le décrire. Je n'avais pas réfléchi à la question et les mots qui me sont venus sont :  "les horreurs d'une vie sans amour" . » L'ouvrage est republié sous une nouvelle traduction française début 2014.
Son second ouvrage, La Geôle, publié en 1971, est un échec commercial, malgré les critiques positives, ce qui décourage l'auteur.
Selby connaît des problèmes d'alcool, et devient dépendant à l'héroïne, ce qui le conduira deux mois en prison et un mois à l'hôpital, et lui permettra de sortir de cette dépendance. Cependant, après cette cure, il tombera encore plus dans l'alcoolisme.
En 1976 sort son roman Le Démon, l'histoire de Harry White, jeune cadre New-yorkais en proie à ses obsessions. Cette histoire présente de grandes similitudes avec American Psycho, écrit quinze ans plus tard par Bret Easton Ellis.
Deux ans plus tard, il publie Retour à Brooklyn ((en) Requiem for a Dream), qui sera adapté plus de 20 ans plus tard au cinéma, en 2000, sous le même titre, par Darren Aronofsky, avec qui il écrira le scénario.
En 1986 sort son recueil de nouvelles Chanson de la Neige Silencieuse ((en) Songs of the Silent Snow), et en 1998 son roman Le Saule (The Willow Tree), plus apaisé : « Mes premiers livres avaient tous ce côté pathologique, il fallait parler du "problème" sous tous les angles possibles alors que, dans Le Saule, j'essaie de parler de la solution et des moyens d'y parvenir. ». Enfin, en 2002, est publié Waiting Period, roman où le héros, contraint de reporter son suicide, reconsidère son projet.
Il a vécu à Manhattan, puis à Los Angeles, où il a enseigné à l'Université,. Il a été marié trois fois et a eu quatre enfants, deux filles et deux garçons.
À la fin de sa vie, il confiait à l'un de ses amis " je peux tout juste taper une lettre sur ce putain d'ordinateur ". En effet, Selby avait acheté un ordinateur, dans le seul et unique but de remplacer sa " bonne vieille machine à écrire ".
Il est mort le 26 avril 2004 à Los Angeles d'une maladie pulmonaire chronique, consécutive à la tuberculose contractée durant sa jeunesse. Il s'est éteint accompagné de ses proches : son ex-femme Suzanne, chez qui il se trouvait, les enfants de son premier mariage, et son chien.

## Écriture
Son écriture « est composée avec les nerfs », très rythmée et très rapide, notamment du fait d'une syntaxe très abrupte et d'une ponctuation délibérément lacunaire, dans la continuité des expériences stylistiques de Faulkner aux États-Unis, de Beckett en Irlande ou Guyotat en France. Par exemple, dans certains dialogues, plusieurs personnes peuvent prendre la parole sans qu'on puisse y trouver un seul tiret ni un seul point, ou encore, dans la pagination, « des lignes commençant au milieu », comme le souligne son traducteur français du Démon, Marc Gibot. Selby évoque, dans une interview, en 1999 : «  "Ce n'est pas de l'écriture mais de la typographie" , a-t-on dit un jour. C'est plutôt un compliment parce que j'ai toujours voulu m'effacer derrière mes personnages. J'ai peut-être réussi au-delà de mes espérances. Ça me rend triste parfois. »
Par ailleurs, il rapproche cela du langage musical : « Dans Last Exit to Brooklyn, j'ai travaillé dur pour développer cette espèce de topographie : la chute de lignes, les lignes flottantes sont toujours comme des citations musicales », et dit être influencé dans son écriture par les œuvres de Beethoven.
Il explique, dans le documentaire Hubert Selby Jr, deux ou trois choses de Ludovic Cantais, tourné en 1998 : « Je change sans aucun complexe de temps, de pronom, de voix, 3e personne, 1re personne. Je vais en tous sens, selon l’exigence de l’œuvre », et ajoute, dans une interview en 1999 : « J'essaie toujours d'écrire de l'intérieur, de me glisser dans mes personnages, de voir le monde à travers leurs yeux. »
Pour le réalisateur Ludovic Cantais, grâce à son roman Le Saule ((en) The Willow Tree, 1998), Selby renoue avec une écriture « caractérisée par une grammaire unique, déchiquetée, une langue argotique, qui lui a souvent valu d'être comparé à Céline ou William Carlos Williams, son mentor. ». Selon Selby, concernant cet ouvrage : « Il ne s'agit plus seulement de s'enfoncer dans les ténèbres mais de trouver un moyen de rejoindre la lumière. La base de mon écriture reste la même, j'essaye de lui donner un cadre plus large. »
Un an avant sa mort, il écrit à Nick Tosches, avec qui il avait signé en 2000 l'album Blue Eyes And Exit Wounds : « J'ai l'impression d'avoir oublié comment écrire comme j'oublie tout le reste. Tout a changé. Peux pas respirer, peux pas rester éveillé, peux pas beaucoup bouger. Parfois, je m'assois pour pleurer. Le cœur brisé par tout ça. J'ai travaillé très dur pour apprendre à écrire une ligne toute simple, qui veuille dire quelque chose, et voilà que je ne peux plus me servir de ce que j'ai appris. »

## Œuvres

### Littérature

#### Romans et nouvelles
- Last Exit to Brooklyn (Last Exit to Brooklyn), 1964, trad. Jeanne Colza, Albin-Michel, 1972 Note : en janvier 2014 est publiée une nouvelle traduction française de l'ouvrage, par Jean-Pierre Carasso et Jacqueline Huet, Albin Michel, 01-2014[4] (ISBN 9782226254306)
- La Geôle (The Room), 1971, trad. J. Lanturle, Albin-Michel 1972, rééd. 10/18, 2004
- Le Démon (The Demon), 1976, trad. Marc Gibot, Les Humanoïdes associés, 1977
- Retour à Brooklyn (Requiem for a Dream), 1978, trad. Daniel Mauroc, Paris, Les Humanoïdes associés, 1980 ; rééd. 10/18, 1990
- Chanson de la Neige Silencieuse (Songs of the Silent Snow), 1986, trad Marc Gibot, éditions de l'Olivier, 2014 - recueil de nouvelles
- Le Saule (The Willow Tree), 1998, trad Francis Kerline, éditions de l'Olivier, 1999
- Waiting Period (Waiting Period), 2002, trad Christophe Claro, Flammarion, 2005

#### Entretiens
- Bayon et Hubert Selby, Selby, de Brooklyn : entretiens avec un mystique US, traduit par Marc Gibot, Paris, Christian Bourgois, 1986, 169 pp. Recueil de textes extraits du journal Libération, 1983

#### Essais
Posthume
- Psaumes XXII, et Psaumes XXIII, dans le livre inclus au support multimédia posthume Psaumes : Hubert Selby Jr., avec la  participations de Bruce Benderson, Laurent Bouhnik, John Giles, Richard Pinhas, Norman Spinrad et Nick Tosches ; un DVD d'une lecture de l'auteur ; un CD d'une composition musicale avec Nick Tosches. Sous la direction de Jérôme Schmidt, Paris, IMHO, 2004  (ISBN 9782915453010)
- Song to myself et autres textes , textes inédits accompagnés des photographies de Ludovic Cantais - Edition Trouble Fête, 2004  (ISBN 2914253079)

#### Préface
- Lydia Lunch, Paradoxia, journal d'une prédatrice ((en) Paradoxia, a Predator’s Diary), Paris, Le Serpent à plumes, 1999  (ISBN 2-84261-153-5)

### Filmographie
Scénarios
- Jour et nuit, 1986 - Coscénariste avec Jean-Bernard Menoud
- Requiem for a Dream, coscénariste, avec le réalisateur Darren Aronofsky, États-Unis, 2000d'après son livre éponyme, traduit en français sous le titre Retour à Brooklyn
- Inside Job ((en) Fear X), 2002 - Coscénariste, avec le réalisateur Nicolas Winding Refn

Acteur
- Scotch and Milk de Adam Goldberg, États-Unis, 1998[10]

### Discographie
- Blue Eyes And Exit Wounds, avec Nick Tosches, 2000[7] Poèmes et chansons.

## Adaptations cinématographiques
- Last Exit to Brooklyn, d'Uli Edel, Allemagne, 1989d'après son livre éponyme. (Selby y apparaît en figuration[1] )
- Requiem for a Dream, de Darren Aronofsky, États-Unis, 2000d'après son livre éponyme, traduit en français sous le titre Retour à Brooklyn. Il en est également coscénariste, avec le réalisateur, et y fait également une apparition

## Documentaires sur l'auteur
- Hubert Selby Jr, deux ou trois choses, documentaire réalisé par Ludovic Cantais[9], France, 1999, 53 minutes ; disponible en DVDPrix du Meilleur Film Documentaire au Festival Dakino de Bucarest en 2000
- Hubert Selby Junior (1928-2004), le puritain débauché, documentaire radiophonique réalisé par Matthieu Garrigou-Lagrange, dans l'émission Toute une vie (un parfum de scandale), France Culture, 11 août 2020.